# Jaime Rosell Ruiz y Rocamora
Jaime Rosell de Rocamora y Ruiz (Orihuela, siglo XVII-Benejúzar, 2 de noviembre de 1727), noble, político y militar español, descendiente de una importante familia noble, los Rosell de Benejúzar.
Era hijo del III señor de Benejúzar Alfonso Rosell y Rocamora y de Juana Ruiz y Marquesa, señora de Algorfa. Tras la muerte de su padre, el señorío llegaría a sus manos por línea sucesora, pasando a ser desde entonces el IV señor de Benejúzar.
Jaime, que era bisnieto del primer marqués de Rafal Jerónimo de Rocamora y Thomas, casó el 25 de agosto de 1691 con su prima Jerónima de Rocamora y Cascante, IV marquesa de Rafal y IV baronesa de Puebla de Rocamora, lo que le otorgó ser el marqués consorte de Rafal. Previamente, la Iglesia les había concedido el 1 de abril de 1690 la Bula de Dispensa con motivo del grado de parentesco de los contrayentes. Las capitulaciones matrimoniales se firmaron en Orihuela el 6 de septiembre de 1691.
Debido a las cláusulas de 1588 del mayorazgo de la Casa de Rocamora, tuvo que adoptar el escudo y el apellido de los Rocamora para poder contraer matrimonio con la marquesa.
Fue militar del ejército de Carlos II de España llegando a ostentar el cargo de Portanveus de General Gobernador de Ultam Xaxonam o gobernador de Orihuela. Fue ejerciendo este cargo cuando le sorprendió el estallido de la Guerra de Sucesión Española. 
Jaime Rosell se alió con el pretendiente austriaco al trono de España, Carlos de Habsburgo, quien lo nombró Consejero de Estado del Rey de Romanos.
Durante su mandato como gobernador y su pronunciamiento a favor del Archiduque Carlos, defendió la ciudad de Orihuela de las tropas de Felipe V y animó y dirigió a sus paisanos para la resistencia. Ya en el último tramo de la guerra, Carlos de Habsburgo nombró a Jaime Rosell virrey de Mallorca.
El hecho de alinearse con la causa del archiduque le confirió una importante amistad con él y una gran confianza hasta el punto de ser invitado personalmente a su coronación como emperador del Sacro Imperio Romano Germánico. 
Tras la coronación del archiduque como emperador Carlos VI, la guerra llegó a su fin debido a la renuncia de Carlos a la Corona española.
El rey Felipe V ordenó ya acabada la guerra que se destruyera completamente su palacio de Orihuela, y sus pertenencias junto con las de su esposa fueron embargadas, teniendo que permanecer los marqueses de Rafal en el exilio. Pero la Real Clemencia de Felipe V les devolvió sus propiedades, pudiendo regresar a España.
Jaime Rosell hizo testamento a favor de su primo-hermano Luis Rosell y Roca de Togores, asignándole el señorío de Benejúzar. Luis Rosell era hijo de Arnaldo Rosell y Rocamora, hermano este del padre de Jaime Rosell. 
Falleció en Orihuela en 1727.